# NGC 604
NGC 604 è una regione H II all'interno della Galassia del Triangolo (M33), la cui età è stimata in 3,5 milioni di anni.
È stata scoperta da William Herschel l'11 settembre del 1784.
La nebulosa è un enorme "incubatoio" in cui si formano nuove stelle, al suo interno ci sono più di 200 stelle calde e massicce appena nate che ionizzano i gas della nebulosa. Questi tipi di stelle, di tipo B e O, possono avere più di 100 volte la massa del Sole. Tale concentrazione di stelle è unica all'interno di M33.
NGC 604 è una delle più grandi regioni H II del gruppo Locale. Considerando la distanza stimata della galassia in cui risiede (2,73 milioni di anni luce), si ottiene un diametro di 1500 anni luce (460 parsec) per la parte più larga. È quindi oltre 40 volte più grande della parte visibile della nebulosa di Orione, ed è anche 6300 volte più luminosa. Se NGC 604 fosse alla stessa distanza della nebulosa di Orione, sarebbe più luminosa di Venere.
Osservazioni spettroscopiche effettuate dal telescopio Webb hanno evidenziato la presenza di molecole a base di carbonio note come idrocarburi policiclici aromatici (IPA), materiale determinante nel mezzo interstellare e nella formazione di stelle e pianeti.